# Коту-Гросулуй
Коту-Гросулуй (рум. Cotu Grosului) — село у повіті Бакеу в Румунії. Входить до складу комуни Філіпешть.
Село розташоване на відстані 263 км на північ від Бухареста, 18 км на північ від Бакеу, 68 км на південний захід від Ясс.

## Населення
За даними перепису населення 2002 року у селі проживали 53 особи, усі — румуни. Усі жителі села рідною мовою назвали румунську.